# Aenictus buttelreepeni
Aenictus buttelreepeni är en myrart som beskrevs av Auguste-Henri Forel 1913. Aenictus buttelreepeni ingår i släktet Aenictus och familjen myror. Inga underarter finns listade i Catalogue of Life.